# Replay (Play-album)
Replay är ett studioalbum av den svenska musikgruppen Play, släppt den 10 juni 2003. Det innehåller covers från artister som Billie Piper, Liberty X och Atomic Kitten.

## Låtlista
| Nr  | Titel                         | Producer(s)             | Längd |
| --- | ----------------------------- | ----------------------- | ----- |
| 1.  | I Must Not Chase the Boys     | Godfrey, Padley, Sheyne | 3:16  |
| 2.  | Honey to the Bee              | Godfrey, Padley         | 4:14  |
| 3.  | Just a Little                 | Richie Jones, Ric Wake  | 3:56  |
| 4.  | Whole Again                   | Jones, Padley           | 3:04  |
| 5.  | Hot (med Shaggy)              | Blaze Billions          | 3:45  |
| 6.  | Girl's Mind                   | Godfrey, Padley, Sheyne | 2:27  |
| 7.  | What Is Love?                 | Jones                   | 3:44  |
| 8.  | 11 Out of 10                  | Ankarberg, Twin         | 3:46  |
| 9.  | Let's Get to the Love Part    | Carlsson, Child         | 3:31  |
| 10. | 2 Blocks Down                 | Hitvision               | 3:27  |
| 11. | Ain't No Mountain High Enough | Hitvision               | 3:16  |
| 12. | Unspeakable                   |                         | 3:15  |